# Bill Rodgers
William Henry Rodgers, detto Bill (Hartford, 23 dicembre 1947), è un ex maratoneta statunitense, vincitore in carriera di 22 maratone, tra cui 4 volte New York (1976-79) e 4 Boston (1975, 1978-80).

## Biografia
A Boston per due volte ha battuto il record statunitense con 2h09'55" nel 1975 e 2h09'27" nel 1979. Nel 1975 vinse la medaglia di bronzo ai campionati del mondo di corsa campestre, eguagliando il risultato ottenuto da Tracy Smith nel 1966, come miglior risultato ottenuto da un atleta statunitense nel cross. Ha partecipato ai Giochi olimpici di Montréal 1976, giungendo però solo 40º; quattro anni più tardi invece venne messo fuori gioco dal boicottaggio americano.
Nel 1977 vinse anche alla maratona di Fukuoka. L'anno più importante per le corse su strada per Rodgers fu il 1978, in cui vinse 27 corse su 30 disputate, compresi i 10000 m nazionali, stabilendo il nuovo record mondiale dei 10 km su strada con 28'36"3, vincendo la Falmouth Road Race e, come già detto, le maratone di Boston e New York. Rodgers fu anche il detentore del record mondiale sui 25 km, avendo superato quello di Pekka Paivarinta in 1h14'11"8 su una pista a Saratoga, California nel 1979. Track & Field News classificò Rodgers in testa al ranking mondiale di maratona nel 1975, 1977 e 1979.

## Altre competizioni internazionali
1966
- 17º alla Pearl Harbor Day, 25 km - 1h24'58"

1967
- 6º alla Central Connecticut AA, 10 miglia - 52'22"

1973
- Oro alla Bay State Marathon ( Framingham) - 2h28'12"
- Oro alla Around Cape Ann ( Gloucester), 20 km - 1h03'58"

1974
- 14º alla Maratona di Boston ( Boston) - 2h19'34"
- 5º alla Maratona di New York ( New York) - 2h36'00"
- Oro alla Philadelphia Marathon ( Filadelfia) - 2h21'47"
- 7º alla San Blas Half Marathon ( Coamo) - 1h08'28"
- Oro alla Falmouth Road Race ( Falmouth), 11,2 km - 34'16"

1975
- Oro alla Maratona di Boston ( Boston) - 2h09'55"
- Bronzo alla Maratona di Fukuoka ( Fukuoka) - 2h11'26"
- Argento alla Bankathon ( Albany), 30 km - 1h32'03"
- Bronzo alla Springbank ( London), 18,6 km - 55'32"
- Oro alla 10 miglia di Lynchburg ( Lynchburg) - 48'17"
- Argento alla Falmouth Road Race ( Falmouth), 11,2 km - 33'39"

1976
- Oro alla Maratona di New York ( New York) - 2h10'10"
- Oro alla Sado Island Marathon ( Sado) - 2h08'23"
- Argento agli US Olympic Trials ( Eugene) - 2h11'58"
- Oro alla Maratona di Baltimora ( Baltimora) - 2h14'28"
- Oro alla Ome-Hochi ( Ōme) - 1h33'06"
- Oro alla 10 miglia di Lynchburg ( Lynchburg) - 47'48"
- Argento alla Falmouth Road Race ( Falmouth), 11,2 km - 33'36"
- Oro alla Vulcan Run ( Birmingham) - 28'35"

1977
- Oro alla Maratona di New York ( New York) - 2h11'28"
- Oro alla Maratona di Amsterdam ( Amsterdam) - 2h12'47"
- Oro alla Maratona di Fukuoka ( Fukuoka) - 2h10'55"
- Oro alla Maratona di Kyoto ( Kyoto) - 2h14'25"
- Oro alla Maratona di Waynesboro ( Waynesboro) - 2h25'12"
- Oro all'International Peace Race ( Youngstown), 25 km - 1h17'38"
- Oro alla Springbank ( London), 18,6 km - 54'31"
- Argento alla Bobby Crim ( Flint), 10 miglia
- Oro alla 10 miglia di Lynchburg ( Lynchburg) - 48'13"
- Oro alla Falmouth Road Race ( Falmouth), 11,2 km - 32'23"
- Argento alla Peachtree Road Race ( Atlanta) - 29'26"
- Oro alla Vulcan Run ( Birmingham) - 28'55"

1978
- Oro alla Maratona di Boston ( Boston) - 2h10'13"
- Oro alla Maratona di New York ( New York) - 2h12'12"
- 6º alla Maratona di Fukuoka ( Fukuoka) - 2h12'53"
- Oro alla Old Kent River Bank ( Grand Rapids) , 25 km - 1h17'24"
- Oro alla 500 Festival Half Marathon ( Indianapolis) - 1h03'00"
- Argento alla San Blas Half Marathon ( Coamo) - 1h04'55"
- Oro alla New Haven Labor Day ( New Haven), 20 km - 1h02'46"
- Oro alla Cleveland Heart-a-thon ( Cleveland), 20 km - 1h03'08"
- Oro alla Cherry Blossom Ten Mile Run ( Washington), 10 miglia - 48'58"
- Oro alla 10 miglia di Lynchburg ( Lynchburg) - 48'33"
- Oro alla Gasparilla Distance Classic ( Tampa), 15 km - 44'29"
- Oro alla Gate River Run ( Jacksonville), 15 km - 44'46"
- Oro alla 15 km di Michigan City ( Michigan City) - 46'18"
- Oro alla Labatt's Freedom Trail ( Boston), 12,8 km - 37'09"
- Oro alla Bloomsday ( Spokane), 12 km - 37'08"
- Oro alla Falmouth Road Race ( Falmouth), 11,2 km - 32'21"
- Oro alla Run America Run ( Purchase) - 28'37"
- Oro alla Vulcan Run ( Birmingham) - 28'56"
- Oro alla Perrier Beverly Hills ( Beverly Hills) - 29'06"
- Oro alla Bellin Run ( Green Bay) - 29'38"
- Oro alla Run America Run ( Filadelfia) - 29'58"
- Oro all'Azalea Trail ( Mobile) - 30'26"
- 5º alla Schlitz Light ( Tampa) - 30'47"

1979
- Oro alla Maratona di Boston ( Boston) - 2h09'27"
- 5º alla Maratona di Montreal ( Montréal) - 2h22'12"
- Bronzo alla Las Vegas Half Marathon ( Las Vegas) - 1h03'22"
- Oro alla Cherry Blossom Ten Mile Run ( Washington), 10 miglia - 48'01"
- Argento alla Trevira Twosome ( New York), 10 miglia - 47'36"
- Argento alla 10 miglia di Lynchburg ( Lynchburg) - 47'15"
- Argento alla Labatt's Freedom Trail ( Boston), 12,8 km - 37'15"
- Oro alla Falmouth Road Race ( Falmouth), 11,2 km - 32'30"
- 7º alla Run America Run ( Purchase) - 29'05"
- Oro alla Vulcan Run ( Birmingham) - 29'07"
- Bronzo alla Heart Association Valentine's Day ( Oakland) - 29'15"
- Argento alla Runner's Den ( Phoenix) - 29'49"
- Bronzo alla Denver 10 km ( Denver) - 30'02"
- Argento alla Schlitz Light ( Tampa) - 30'03"
- Oro alla Emerald City Leprechaun ( Dublin) - 30'16"
- Oro alla New Year's Eve Midnight ( New York), 8 km - 23'15"

1980
- Oro alla Maratona di Boston ( Boston) - 2h12'11"
- Oro alla Maratona di Toronto ( Toronto) - 2h14'47"
- 5º alla Maratona di New York ( New York) - 2h13'20"
- Argento alla New Haven Labor Day ( New Haven), 20 km - 1h03'18"
- Oro alla Cherry Blossom Ten Mile Run ( Washington), 10 miglia - 47'09"
- Argento alla Bobby Crim ( Flint), 10 miglia - 47'11"
- 16º alla Falmouth Road Race ( Falmouth), 11,2 km - 33'39"
- Argento alla Crescent City Classic ( New Orleans) - 29'00"
- 7º alla Run America Run ( Purchase) - 28'49"
- Argento alla Perrier Beverly Hills ( Beverly Hills) - 28'56"
- Oro alla Emerald City Leprechaun ( Dublin) - 28'57"

1981
- Bronzo alla Maratona di Boston ( Boston) - 2h10'34"
- Oro alla Maratona di Stoccolma ( Stoccolma) - 2h13'28"
- Oro alla Maratona di Houston ( Houston) - 2h12'10"
- Oro alla Maratona Atlantica-Boavista ( Rio de Janeiro) - 2h14'13"
- 7º alla Maratona di Columbus ( Columbus) - 2h17'34"
- Argento alla New Haven Labor Day ( New Haven), 20 km - 1h00'26"
- Oro alla Cherry Blossom Ten Mile Run ( Washington), 10 miglia - 47'17"
- Bronzo alla Bobby Crim ( Flint), 10 miglia - 47'47"
- 4º alla Cascade Runoff ( Portland), 15 km - 43'25"
- Argento alla Runner's Den ( Phoenix) - 28'51"
- Bronzo alla Perrier Beverly Hills ( Beverly Hills) - 28'54"
- Oro all'Azalea Trail ( Mobile) - 29'00"
- Argento all'Iroquois Hill Climb ( Louisville) - 29'16"

1982
- 4º alla Maratona di Boston ( Boston) - 2h12'38"
- Oro alla Maratona di Tokyo ( Tokyo) - 2h24'30"
- Oro alla Maratona di Melbourne ( Melbourne) - 2h11'08"
- 5º alla Maratona di Houston ( Houston) - 2h14'51"
- 32º alla Maratona di Seul ( Seul) - 2h28'34"
- Argento alla New Haven Labor Day ( New Haven), 20 km - 58'43"
- Argento alla Cherry Blossom Ten Mile Run ( Washington), 10 miglia - 49'36"
- 4º alla Tulsa Run ( Tulsa), 15 km - 44'21"
- Argento alla Denver Symphony ( Denver), 12,2 km - 36'52"
- Argento alla Perrier Beverly Hills ( Beverly Hills) - 28'45"
- Oro all'Azalea Trail ( Mobile) - 29'00"
- Argento alla Rosemont 10 km ( Rosemont) - 29'05"
- 8º alla Race of the Americas ( Miami) - 29'07"
- Oro alla Heart Run ( Tacoma) - 29'14"
- Argento alla Emerald City Leprechaun ( Dublin) - 29'30"
- Oro alla Holiday Inn Bill Rodgers 10 km ( Grand Cayman) - 31'52"

1983
- 10º alla Maratona di Boston ( Boston) - 2h11'58"
- 30º alla Maratona di Chicago ( Chicago) - 2h21'40"
- Oro alla Maratona di Miami ( Miami) - 2h15'08"
- Argento alla New Haven Labor Day ( New Haven), 20 km - 1h00'34"
- 5º alla Cherry Blossom Ten Mile Run ( Washington), 10 miglia - 47'40"
- Oro alla Boilermaker Road Race ( Utica), 15 km - 44'38"
- Oro alla Dynamis 15 km ( Syracuse) - 45'09"
- Argento alla Run with the Stars ( Denver) - 45'49"
- Bronzo alla Race of the Americas ( Miami) - 28'16"
- 5º alla KOY Classic ( Phoenix) - 28'32"
- Oro all'Azalea Trail ( Mobile) - 28'37"
- Argento alla Nordstrom International ( Portland) - 28'57"
- Oro alla Perrier Beverly Hills ( Beverly Hills) - 28'59"
- Oro alla Heart Run ( Tacoma) - 29'14"
- 5º alla Jordan Marsh ( Boston), 5 miglia - 23'18"

1984
- 8º agli US Olympic Trials ( Buffalo) - 2h13'30"
- Bronzo alla New Haven Labor Day ( New Haven), 20 km - 1h00'23"
- Bronzo alla Trevira Twosome ( New York), 10 miglia - 47'46"
- Argento alla 15 km di Phoenix ( Phoenix) - 44'49"
- Oro alla Perrier Beverly Hills ( Beverly Hills) - 28'52"
- Oro alla Connecticut Classic ( Danbury) - 29'47"
- Oro alla St Paul Hospital ( Dallas) - 30'07"

1985
- 4º alla Maratona di New York ( New York) - 2h15'31"
- Argento alla New Jersey Waterfront Marathon - 2h14'46"
- Bronzo alla New Haven Labor Day ( New Haven), 20 km - 59'08"
- 7º alla Bobby Crim ( Flint), 10 miglia - 47'28"
- 22º alla Gasparilla Distance Classic ( Tampa), 15 km - 44'46"
- 16º alla Boston Milk Run ( Boston) - 28'56"
- 18º alla Runner's Den ( Phoenix) - 29'08"
- Oro alla Perrier Beverly Hills ( Beverly Hills) - 29'14"
- 9º alla RevCo Cleveland ( Cleveland) - 29'30"
- Oro alla Connecticut Classic ( Danbury) - 30'17"

1986
- 4º alla Maratona di Boston ( Boston) - 2h13'35"
- 11º alla Maratona di Chicago ( Chicago) - 2h15'31"
- Argento alla Charleston Distance Classic ( Charleston), 15 miglia - 1h15'29"
- 13º alla New Haven Labor Day ( New Haven), 20 km - 1h06'28"
- 17º alla Bobby Crim ( Flint), 10 miglia - 50'03"
- Argento alla Run for the Roses ( Melrose Park), 10 miglia
- 9º alla Runner's Den ( Phoenix) - 29'15"
- Argento all'Ahwatukee Gran Prix ( Ahwatukee) - 29'35"

1987
- 15º alla Maratona di Boston ( Boston) - 2h18'18"
- 54º alla Maratona di New York ( New York) - 2h25'01"
- Argento alla Maratona di Phoenix ( Phoenix) - 2h17'25"
- Bronzo alla Charleston Distance Classic ( Charleston), 15 miglia - 1h16'05"
- Oro alla Newark Distance Classic ( Newark) - 1h02'56"
- 8º alla Bobby Crim ( Flint), 10 miglia - 50'04"
- 6º alla 10 miglia di Lynchburg ( Lynchburg) - 50'10"
- Oro alla Run for the Roses ( Melrose Park), 12 km - 36'22"

1988
- 28º alla Maratona di Boston ( Boston) - 2h18'17"
- 21º alla Maratona di Los Angeles ( Los Angeles) - 2h20'29"
- Bronzo alla Charleston Distance Classic ( Charleston), 15 miglia - 1h16'47"
- 11º alla Bobby Crim ( Flint), 10 miglia - 49'14"
- 23º alla Falmouth Road Race ( Falmouth), 11,2 km - 33'50"
- 12º alla Runner's Den ( Phoenix) - 30'09"
- 14º alla Charlotte Observer ( Charlotte) - 30'49"

1989
- 20º alla Maratona di Los Angeles ( Los Angeles) - 2h22'24"
- 6º alla Charleston Distance Classic ( Charleston), 15 miglia - 1h21'35"
- 9º alla Capital Federal Nissan Trail Run ( Raleigh), 10 miglia - 51'09"
- 22º alla Boilermaker Road Race ( Utica), 15 km - 47'32"
- 28º alla City of Pittsburgh Great Race ( Pittsburgh) - 30'26"
- 8º alla Charlotte Observer ( Charlotte) - 30'51"
- 22º alla Toshiba National Capital Run for Research ( Ottawa) - 31'58"

1990
- 31º alla Maratona di Boston ( Boston) - 2h20'46"
- 12º alla Bobby Crim ( Flint), 10 miglia - 50'09"
- 27º alla Falmouth Road Race ( Falmouth), 11,2 km - 35'03"
- 8º alla Charlotte Observer ( Charlotte) - 30'08"
- 5º alla Runner's Den ( Phoenix) - 30'13"
- Bronzo alla Alamo Alumni Run ( Denver), 5 miglia - 24'49"
- 6º al Carnival Miami RRCA Championship ( Miami), 8 km - 23'55"

1991
- Argento alla Mezza maratona di Austin ( Austin) - 1h05'06"
- 16º alla RevCo-Cleveland ( Cleveland) - 31'13"
- 30º alla Alamo Alumni Run ( Denver), 5 miglia - 26'30"
- Oro alla Reindeer Run ( Charleston), 5 km - 15'04"

1992
- 17º alla Old Kent River Bank Run ( Grand Rapids), 25 km - 1h23'56"
- 17º alla New Haven Labor Day ( New Haven), 20 km - 1h03'06"

1993
- Argento alla Around the Bay ( Hamilton), 30 km - 1h39'18"
- 7º alla Mezza maratona di Kansas City ( Kansas City) - 1h08'05"
- 4º alla 10 miglia di Lynchburg ( Lynchburg) - 52'05"
- 24º alla Revco-Cleveland ( Cleveland) - 30'50"

1994
- 8º alla Around the Bay ( Hamilton), 30 km - 1h40'02"

1995
- Oro alla Mezza maratona di Winnipeg ( Winnipeg) - 1h10'58"
- 20º alla Mezza maratona di Schaumburg ( Schaumburg) - 1h12'31"
- 16º alla 10 miglia di Lynchburg ( Lynchburg) - 59'27"
- 27º alla Boilermaker Road Race ( Utica), 15 km - 48'00"
- 21º all'Azalea Trail ( Mobile) - 31'30"

1996
- 920º alla Maratona di Boston ( Boston) - 2h53'23"
- 16º alla 500 Festival Half Marathon ( Indianapolis) - 1h10'00"
- 70º alla Boilermaker Road Race ( Utica), 15 km - 50'23"
- 18º all'Azalea Trail ( Mobile) - 32'02"
- 12º alla Bellin Run ( Green Bay) - 32'14"
- 21º all'Express News Festival ( San Antonio) - 32'30"

1997
- 20º alla Old Kent River Bank Run ( Grand Rapids), 25 km - 1h23'50"
- 17º alla 500 Festival Half Marathon ( Indianapolis) - 1h10'17"
- 32º alla Cherry Blossom Ten Mile Run ( Washington), 10 miglia - 52'22"
- 44º alla Gate River Run ( Jacksonville), 15 km - 49'33"
- 19º alla Gasparilla Distance Classic ( Tampa), 15 km - 49'39"
- Bronzo alla Cincinnati Heart ( Cincinnati), 15 km - 49'57"
- 30º all'Azalea Trail ( Mobile) - 32'22"
- 6º alla Battle of the Running Cities ( Atlantic City) - 32'50"

1998
- 30º alla Cherry Blossom Ten Mile Run ( Washington), 10 miglia - 53'06"
- 16º alla 10 miglia di Lynchburg ( Lynchburg) - 56'23"
- 40º alla Gasparilla Distance Classic ( Tampa), 15 km - 49'48"
- 49º alla Boilermaker Road Race ( Utica), 15 km - 50'19"
- 71º alla Falmouth Road Race ( Falmouth), 11,2 km - 38'18"
- 30º all'Azalea Trail ( Mobile) - 32'58"
- 8º alla Ocean Spray Feed America ( Boston), 5 miglia - 28'22"
- Oro alla Fifty-Plus Fitness ( Palo Alto), 8 km - 26'21"
- 38º alla LaSalle Banks Shamrock Shuffle ( Chicago), 8 km - 26'23"

1999
- 16º alla Pomoco Group Hampton Coliseum Road Race ( Hampton) - 1h11'11"
- 32º alla Cherry Blossom Ten Mile Run ( Washington), 10 miglia - 54'03"
- 38º alla Gate River Run ( Jacksonville), 15 km - 50'07"
- 75º alla Boilermaker Road Race ( Utica), 15 km - 53'37"
- 24º all'Azalea Trail ( Mobile) - 32'23"
- 29º alla LaSalle Banks Shamrock Shuffle ( Chicago), 8 km - 26'09"

2000
- 55º alla Cherry Blossom Ten Mile Run ( Washington), 10 miglia - 56'01"
- 55º alla Gate River Run ( Jacksonville), 15 km - 52'24"
- 100º alla Boilermaker Road Race ( Utica), 15 km - 53'29"
- 52º alla Falmouth Road Race ( Falmouth), 11,2 km - 38'14"
- 30º all'Azalea Trail ( Mobile) - 33'46"

2001
- 20º alla Boston Half Marathon ( Boston) - 1h20'31"
- 54º alla Gate River Run ( Jacksonville), 15 km - 52'21"
- 122º alla Boilermaker Road Race ( Utica), 15 km - 54'23"
- 75º alla Falmouth Road Race ( Falmouth), 11,2 km - 39'29"
- 42º all'Azalea Trail ( Mobile) - 34'33"

2002
- 11º alla Boston Half Marathon ( Boston) - 1h16'05"
- 45º alla Mezza maratona di Hartford ( Hartford) - 1h28'31"
- 100º alla Cherry Blossom Ten Mile Run ( Washington), 10 miglia - 1h00'40"
- 100º alla Boilermaker Road Race ( Utica), 15 km - 53'52"
- 12º alla Conoco Rodeo Run ( Houston) - 33'37"
- 4º alla Run For All Ages ( Wakefield), 5 km - 17'22"

2003
- 10º alla Mezza maratona di Germantown ( Germantown) - 1h18'01"
- 51º alla Gate River Run ( Jacksonville), 15 km - 54'02"
- 72º alla Falmouth Road Race ( Falmouth), 11,2 km - 41'39"

2004
- 90º alla Mezza maratona di Providence ( Providence) - 1h23'35"
- 120º alla Boilermaker Road Race ( Utica), 15 km - 58'07"